# Нетрош
Нетрош — река в России, протекает в Рязанской области. Левый приток реки Тырница.

## География
Река Нетрош берёт начало у деревни Дубки Путятинского района. Течёт на север по открытой местности. Устье реки находится в 41 км по левому берегу реки Тырница. Длина реки составляет 21 км, площадь водосборного бассейна 71,3 км². 

## Данные водного реестра
По данным государственного водного реестра России относится к Окскому бассейновому округу, водохозяйственный участок реки — Ока от города Рязань до водомерного поста у села Копоново, без реки Проня, речной подбассейн реки — бассейны притоков Оки до впадения Мокши. Речной бассейн реки — Ока.
По данным геоинформационной системы водохозяйственного районирования территории РФ, подготовленной Федеральным агентством водных ресурсов:
- Код водного объекта в государственном водном реестре — 09010102212110000026147
- Код по гидрологической изученности (ГИ) — 110002614
- Код бассейна — 09.01.01.022
- Номер тома по ГИ — 10
- Выпуск по ГИ — 0